# ルマン (企業)
株式会社ルマン（英: Le mans Co., Ltd.）は、東京都渋谷区に本社を置く自動車部品メーカー。1967年設立。当初の社名はルマン商会。主にレース用のチューニングパーツの開発・販売のほか、ダラーラ・SF14など海外のレーシングカーの輸入販売等も手がける。またガレージルマン名義でレーシングカーコンストラクターとして活動していたこともある。
レース参戦時はチームルマンを名乗る（2000年にレース部門を株式会社チームルマンとして子会社化）。チーム名の由来はル・マン24時間レースから。

## チームルマン
1969年にルマン商会のレース部門として設立。1970年代より日本のトップチームのひとつとして多様なカテゴリーで活動している。
フォーミュラレースでは、1976年以降に全日本F2000選手権からスーパーフォーミュラへと続く国内トップカテゴリーに継続して参戦している。特に2002年以前はレイナードの国内総代理店を務めており、全日本F3000やフォーミュラ・ニッポンにおいてレイナードの事実上のワークスとして強さを誇った。1991年にはF1デビュー前のミハエル・シューマッハが全日本F3000選手権にスポット参戦し、1996年には弟のラルフ・シューマッハがフォーミュラ・ニッポンの初代チャンピオンになっている。
グループCでは自社マシンを開発。また、日産系チームとしてル・マン24時間レースなどにも参戦した経験がある（その際、チーム名が｢チームルマン｣だったため、海外のエントランスに名前をすぐ覚えてもらえたという）。
2000年代以降はトヨタとの関係が深く、全日本GT選手権及びSUPER GTではGT500においてスープラ、SC430、RC F、LC500を走らせた。フォーミュラ・ニッポンおよびスーパーフォーミュラでもトヨタエンジン勢として参戦した。
しかし2020年初め、前年に念願のGT500王者となったにもかかわらず、GT500/スーパーフォーミュラともチームを撤退する（メンテナンスなど裏方としては参戦を継続）という不可解な幕引きとなった。この理由については2021年末時点でも、公式はおろかメディアでも一切明かされていない。
2021年、かつてルマンでフォーミュラニッポン王者となった経歴を持つ本山哲とタッグを組み、Team LeMans w/ MOTOYAMA RacingとしてGT300にチームとして復帰する。マシンはアウディ・R8 LMS。2022年からはチーム名をMOTOYAMA Racing w/ Team LeMansに改めた。しかし第2戦を前に本山との契約を解除、以降はTeam LeMansとしての参戦となった。
2012年に野田英樹が設立した「NODAレーシングアカデミー高等学院」と協力関係にあり、チーム代表の土沼広芳など数人のエンジニアが同学院の講師を務めている。

## レース参戦実績

### 全日本F2000選手権・全日本F2選手権
全日本F2000には松本恵二を擁して1976年より参戦。松本は1979年に全日本F2のチャンピオンを獲得し、1987年までチームに在籍した。また、海外からジャック・ラフィー、ケケ・ロズベルグ、パトリック・タンベイ、リカルド・パトレーゼら後のF1トップクラスとなるドライバーが全日本F2にルマンからスポット参戦し、ラフィーやパトレーゼは最終戦JAFグランプリで優勝した。
1980年代にもヨーロッパF2が主戦場のステファン・ヨハンソン、テオ・ファビ、クリスチャン・ダナーなどのF1予備軍の外国人ドライバーがルマンより鈴鹿F2に参戦した。

### 全日本F3000選手権
ジェフ・リース（1988-89所属）、エマニュエル・ピロ（1988-89所属）、ジョニー・ハーバート（1990-91所属）、服部尚貴などが在籍。ロス・チーバー（1991-94所属）はレイナード勢のエースとしてチャンピオン争いを展開した。1991年の第6戦菅生には当時メルセデス・ジュニアチームに所属していたミハエル・シューマッハが参戦し、チーバーに次ぐ2位表彰台を獲得した。シューマッハは引き続き全日本F3000に参戦予定だったがすぐにF1から声がかかったためこの1戦のみの参戦となった。

### フォーミュラ・ニッポン
1996年はロックバンドX JAPANがスポンサーとなり話題を呼ぶ。初年度は、ラルフ・シューマッハと服部尚貴がチームメイト同士でタイトルを争い、ラルフが初代チャンピオンを獲得。チームもランキング1位となった。
1997年 ドライバーは、ノルベルト・フォンタナとエスティバン・トゥエロのアルゼンチンコンビとなったが、チーム ノバのペドロ・デ・ラ・ロサの前に太刀打ちできず、フォンタナが第7戦美祢で勝利するに留まった。第8戦ではトゥエロに変わってミハエル・クルムがドライブし、終盤2戦は立川祐路がドライブした。
1998年はX JAPANメンバーであるhideのレーベル「LEMONed（レモネード）」がスポンサーとなり、新加入の本山哲がシリーズチャンピオンを獲得し、チームランキングも再び1位に返り咲いた。
1999年 ドライバーは本山に加えて山西康司が加入した。本山はトム・コロネルとシリーズタイトルを争ったが、最終戦鈴鹿でスタートで接触し、2年連続タイトルを逃した。チームランキング2位。
2000年はマレーシア政府がスポンサーになり、チーム体制も2チーム3台に補充。ドライバーもチーム ルマンに野田英樹と五十嵐勇大、チーム マレーシアにアレックス・ユーンとなった。しかし予選では速さを見せるものの決勝では不安定なレースが続き、未勝利に終わった。チームランキングも5位に終わる。
2001年 再び1チーム2台体制に戻し、ドライバーも五十嵐勇大とアレックス・ユーンとなったが、昨年同様予選では速さを見せるものの決勝ではリタイアが目立ち、今期は優勝はおろかポイントも取れない展開が続いた。第7戦からはユーンのF1参戦に伴い山西康司が復帰したものの、第8戦美祢での山西の5位が唯一の入賞に終わり、ランキング9位に低迷。
2002年のドライバーラインナップは、共に2年目のナレイン・カーティケヤンと土屋武士のコンビとなった。しかし開幕直前になってカーティケヤンが急病を理由に欠場。ベテランの影山正美が代役を勤め、第3戦からは影山に変わってドミニク・シュワガーが起用された。土屋はドライバーズランキング4位と健闘を見せた。
2003年 当時シアトル・マリナーズに在籍していた佐々木主浩をオーナーとする「TEAM 22」のメンテナンス（実質的なチーム運営）を担当。脇阪寿一をドライバーに起用し2勝を挙げた。
2008年は本山哲が10年ぶりに復帰して古豪復権を目指すも成果は出なかった。
長らくフォーラムエンジニアリングがメインスポンサーを務めていたが、2008年からキグナス石油と日本サン石油がメインスポンサーとなり、2011年から2年間は、加入した大嶋和也が別のオイルメーカーとスポンサー契約を結んでいたため、この2社をスポンサーとする側は「Team KYGNUS SUNOCO」として分離独立することになった（大嶋を放出した2013年からは再び一つのチームに戻っている）。

### スーパーフォーミュラ
2013年から名称が変更されたスーパーフォーミュラへも引き続き参戦。ロイック・デュバルに加えて、前年の全日本F3選手権チャンピオンの平川亮を起用。
2013年・2014年には2年続けてチームランキング2位になるなど古豪復活を果たした。
2015年には平川亮のチームメイトに、前年までF1で戦っていた小林可夢偉を起用。
2020年2月7日にトヨタの体制発表がされたものの、エントリーリストに名前がなく、3月6日にチームからプレスリリースが発表され、KCMGの2台体制をサポートすると発表された。
| 名称                   | 開催年 | ドライバー                                                                                           | チームランキング                         |
| ---------------------- | ------ | --- | ---------------------------------------- |
| フォーミュラ・ニッポン | 1996年 | #24 服部尚貴 #25 ラルフ・シューマッハ                                                                | 1位                                      |
| フォーミュラ・ニッポン | 1997年 | #1 ノルベルト・フォンタナ #2 エスティバン・トゥエロ(Rd.1-6)→ミハエル・クルム(Rd.8)→立川祐路(Rd.9-10) | 3位                                      |
| フォーミュラ・ニッポン | 1998年 | #7 ノルベルト・フォンタナ #8 本山哲                                                                  | 2位                                      |
| フォーミュラ・ニッポン | 1999年 | #1 本山哲 #2 山西康司                                                                                | 1位                                      |
| フォーミュラ・ニッポン | 2000年 | #7 野田英樹 #8 五十嵐勇大 #21アレックス・ユーン                                                      | 5位                                      |
| フォーミュラ・ニッポン | 2001年 | #7 アレックス・ユーン(Rd.1-6)→山西康司(Rd.7-10) #8 五十嵐勇大                                        | 9位                                      |
| フォーミュラ・ニッポン | 2002年 | #7 影山正美(Rd.1,2)→ドミニク・シュワガー(Rd.3-10) #8 土屋武士                                        | 5位                                      |
| フォーミュラ・ニッポン | 2003年 | #7 金石年弘 #8 土屋武士                                                                              | 4位                                      |
| フォーミュラ・ニッポン | 2004年 | #7 脇坂寿一 #8 土屋武士 #25 片岡龍也                                                                 | 4位                                      |
| フォーミュラ・ニッポン | 2005年 | #7 片岡龍也 #8 土屋武士                                                                              | 5位                                      |
| フォーミュラ・ニッポン | 2006年 | #7 片岡龍也 #8 高木虎之介                                                                            | 6位                                      |
| フォーミュラ・ニッポン | 2007年 | #7 片岡龍也 #8 高木虎之介                                                                            | 8位                                      |
| フォーミュラ・ニッポン | 2008年 | #7 本山哲 #8 石浦宏明                                                                                | 7位                                      |
| フォーミュラ・ニッポン | 2009年 | #7 国本京佑 #8 石浦宏明                                                                              | 5位                                      |
| フォーミュラ・ニッポン | 2010年 | #7 ケイ・コッツォリーノ #8 石浦宏明                                                                  | 5位                                      |
| フォーミュラ・ニッポン | 2011年 | #7(Team LeMans) 大嶋和也 #8(Team KYGNUS SUNOCO) 石浦宏明                                             | 4位(Team LeMans) 8位(Team KYGNUS SUNOCO) |
| フォーミュラ・ニッポン | 2012年 | #7(Team LeMans) 大嶋和也 #8(Team KYGNUS SUNOCO) ロイック・デュバル                                   | 5位(Team LeMans) 4位(Team KYGNUS SUNOCO) |
| スーパーフォーミュラ   | 2013年 | #7 平川亮 #8 ロイック・デュバル（Rd.2-6,FSC） アンドレア・カルダレッリ（Rd1,7）                      | 2位                                      |
| スーパーフォーミュラ   | 2014年 | #7 平川亮 #8 ロイック・デュバル（Rd.1,2,4-7） アンドレア・カルダレッリ（Rd.3）                       | 2位                                      |
| スーパーフォーミュラ   | 2015年 | #7 平川亮 #8 小林可夢偉                                                                              | 4位                                      |
| スーパーフォーミュラ   | 2016年 | #7 ナレイン・カーティケヤン #8 小林可夢偉                                                            | 10位                                     |
| スーパーフォーミュラ   | 2017年 | #7 フェリックス・ローゼンクビスト #8 大嶋和也                                                        | 4位                                      |
| スーパーフォーミュラ   | 2018年 | #7 ピエトロ・フィッティパルディ（Rd.1）→トム・ディルマン（Rd.2-Rd.7） #8 大嶋和也                    | 7位                                      |
| スーパーフォーミュラ   | 2019年 | #7 アルテム・マルケロフ(Rd.1-5)→中山雄一(Rd.6,7) #8 大嶋和也                                         | 10位                                     |

### 富士GC
富士グランチャンピオンレース（富士GC）では1983年に松本恵二がチャンピオンを獲得。1988年と1989年にはジェフ・リースが2年連続チャンピオンとなった（富士GCは1989年で終了）。

### 全日本スポーツプロトタイプカー耐久選手権
全日本スポーツプロトタイプカー耐久選手権には、株式会社ユーピー（パナスポーツブランド）をスポンサーとして、1984年に自製のLM04Cで参戦を開始した。1985年シーズン途中にLM05Cに車両を変更し、WEC-JAPANでは2位入賞を果たした。1986年シーズンには日産からV6のVG30エンジンが供給されるが、LMシャシーではパワーを受け止めることができず、マーチ製の86Gにマシンを変更した。LMシャシーにはトヨタエンジンが供給され、日産、トヨタエンジンでの2カーエントリーとなる。2台体制は翌87年も続き、WEC-JAPANでは和田孝夫に手によりポールポジションを獲得した。日産のCカーによる参戦は1991年まで続いた。1993年の鈴鹿1000kmではニスモとジョイントで日産・R92CPで優勝を果たした。

#### 参戦歴
| 開催年 | ドライバー                 | マシン                            |
| ------ | -------------------------- | --------------------------------- |
| 1984年 | 高橋健二/中子修/鈴木利男   | LM・04C/日産                      |
| 1985年 | 松本恵二/中子修/森本晃生   | LM・04C/日産 LM・05C/日産         |
| 1986年 | 松本恵二/鈴木亜久里        | マーチ・86G/日産                  |
| 1986年 | 森本晃生/F・コンラッド     | LM・06/トヨタ                     |
| 1987年 | 和田孝夫/A・オロフソン     | マーチ・86G/日産                  |
| 1987年 | 中子修/M・S・サラ/佐藤浩二 | LM・07/トヨタ                     |
| 1988年 | 和田孝夫/A・オロフソン     | マーチ・86G/日産 マーチ・88G/日産 |
| 1988年 | 鈴木利男/森本晃生          | マーチ・86G/日産                  |
| 1989年 | 和田孝夫/森本晃生          | マーチ・88G/日産                  |
| 1990年 | 和田孝夫/中子修            | 日産・R89C                        |
| 1991年 | 和田孝夫/岡田秀樹/影山正彦 | 日産・R89C 日産・R91CP            |

### ル・マン24時間レース
ル・マン24時間レースには、1987年にマーチ・86G/日産で初出場した。翌1988年には2カー体制で参戦した。以降日産のサテライトチームとして1990年まで参戦を続けるが、一度も完走を果たすことができなかった。

#### 参戦歴
| 開催年 | ドライバー                          | マシン             |
| ------ | ----------------------------------- | ------------------ |
| 1987年 | A・オロフソン/A・フェルテ/P・ゴナン | マーチ・86G/日産 R |
| 1988年 | D・オンガイス/M・トローレ/鈴木利男  | マーチ・86G/日産 R |
| 1988年 | A・オロフソン/L・レオーニ/森本晃生  | マーチ・88G/日産 R |
| 1989年 | 和田孝夫/A・オロフソン/森本晃生     | マーチ・88G/日産 R |
| 1990年 | 和田孝夫/A・オロフソン/M・S・サラ   | 日産・R89C R       |

### 全日本GT選手権・SUPER GT
1999年より土沼広芳を監督に、野田英樹とワイン・ガードナーとをドライバーに起用し、スープラで参戦。当初はエッソタイガースープラを名乗り、虎をイメージさせたカラーリングをしていた。
2000年は前年同様の体制ながら、マシン名をエッソウルトロンタイガースープラに変更。
2001年に童夢から脇阪寿一が移籍し、その年よりマシン名がエッソウルトラフロースープラになった。この年は脇阪と野田英樹がドライブ。
2002年は野田に代わって飯田章がドライブし、脇阪と共にシリーズチャンピオンを獲得した。
2003年は2勝を挙げるなどチャンピオン争いで優位に立っていたものの最終戦で失速し、3ポイント差でザナヴィ ニスモ GT-Rに敗れる。
2004年も最終戦までチャンピオン争いを展開するがシーズン未勝利に終わる。
2005年は前半戦は新型のスープラの熟成に苦しみ不調、後半戦で調子を取り戻したものの、最終戦までにチャンピオンの権利は残っていなかった。
2006年はトムスに移籍した脇阪に代わって片岡龍也がドライブすることになった。また、ベースマシンがSC430、スポンサーがエクソンモービルのままだが、マシン名がMobil 1 SCとなった。エースドライバーを失ったチームは徐々に低迷。第3戦・富士ではリストリクターの救済により2位を得たもののその他は予選･決勝を通じてチームは低迷した。
2007年は飯田がGT300クラスのRACING PROJECT BANDOHへ移籍し、代わってビヨン・ビルドハイムが加入、スポンサーもフォーラムエンジニアリングへ変更され、マシン名はForum Eng. SC430に変更された。3位表彰台を2回獲得するも、トヨタワークスとしては下位でシーズンを終えている。
2008年は2007年GT500チャンピオンの伊藤大輔がARTAより移籍し、2010年までビヨン・ビルドハイムと共に参戦することとなる。スポンサーがENEOSに変更され、マシン名もENEOS SC430になりオレンジと赤のカラーリングになった。伊藤が第4戦後に番組撮影時の事故で重傷を負い、代役として飯田がチームに復帰した。伊藤は最終戦にて復帰。結果的にチームとしては3位表彰台1回に終わるなど低調なシーズンに終わった。
2009年は表彰台に上がれず、厳しいシーズンに終始した。
2010年は勝利こそなかったものの堅実に上位入賞するレースを続け、第4戦を終えてポイントランキング首位に立っており、最終戦までチャンピオン争いの中にいた。予選2番手グリッドで迎えた最終戦決勝、スタート前のダミーグリッドに着く際、ピットレーン出口のグリーンシグナルが点灯する1分近く前にコースに出てしまうミスをビルドハイムが犯したことによって、決勝レース中に20秒のピットストップペナルティを受け、そのままノーポイントに終わり、チャンピオンも逃した。
2011年はビルドハイムに代わって大嶋和也が移籍。開幕戦となった第2戦富士（第1戦岡山が東日本大震災の影響で延期したため）で2位表彰台に立ったが、その後は上位争いに絡めずに終わった。
2012年は開幕2戦こそ不調だったが、第3戦セパンにて3位表彰台に立つと、続く第4戦SUGOでは、チームにとって8年ぶりのポールポジションと、2003年第3戦SUGO以来9年ぶりの勝利を獲得した。
2013年は活動を休止するKRAFTに代わって参戦することとなったTOM'Sに伊藤が移籍することになり、代わりにトレードのような形でKRAFTから国本雄資が移籍、大嶋和也とコンビを組む。第2戦岡山で3位、最終戦もてぎではポールポジションから勝利した。
2014年からは、ベースマシンをRC Fに変更した。開幕2戦で2位・3位と好調だったもののそれ以降は不調に終わった。
2016年は前年にGT500を引退した脇阪寿一が監督に就任。ドライバーは国本雄資がRACING PROJECT BANDOHに移籍。TOM'Sから移籍してきたアンドレア・カルダレッリが大嶋和也とコンビを組む。スポンサーもWAKO'Sへ変更され、マシン名はWAKO'S 4CR RC Fに変更された。
2017年からは、ベースマシンをLC500に変更した。これに伴い、マシン名はWAKO'S 4CR LC500となった。
2018年はカルダレッリに代わってフェリックス・ローゼンクヴィストが加入した。
2019年はインディカー・シリーズへ参戦することが決まったローゼンクヴィストに代わって、RACING PROJECT BANDOHから山下健太が加入した。シーズンでは、第4戦タイと第5戦富士500マイルで2連勝を飾るなど、8戦中4戦で表彰台を獲得。37号車の平川亮/ニック・キャシディ組の追撃を振り切り、2002年以来となるシリーズタイトルを獲得した。
2020年2月7日にトヨタの参戦計画が発表されるも、エントリーリストに名前がなく、GT500から撤退となった。3月6日にチームからプレスリリースが発表され、ヒトツヤマと業務提携を行いGT300に参戦することとなった。

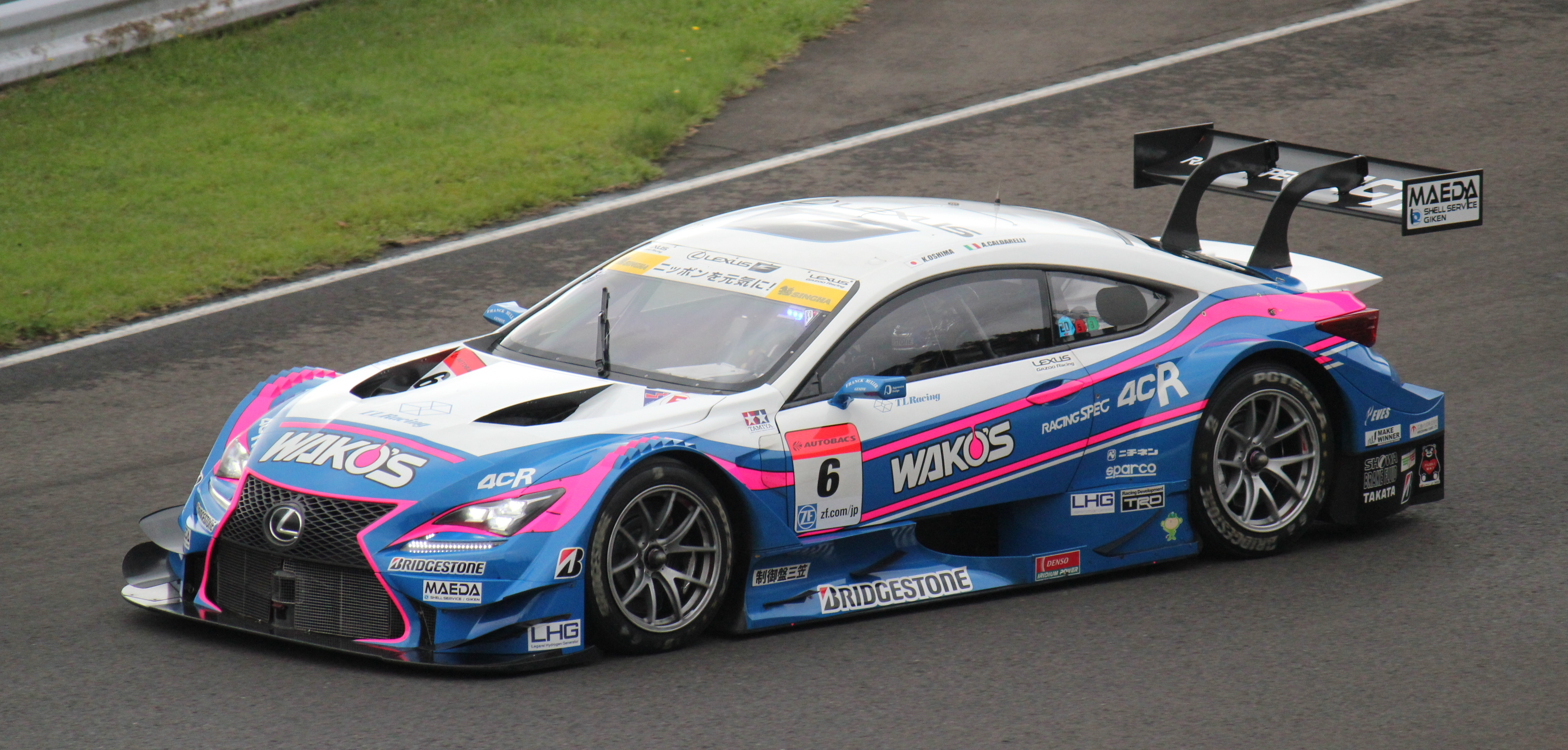
WAKO'S 4CR RC F（2016年）
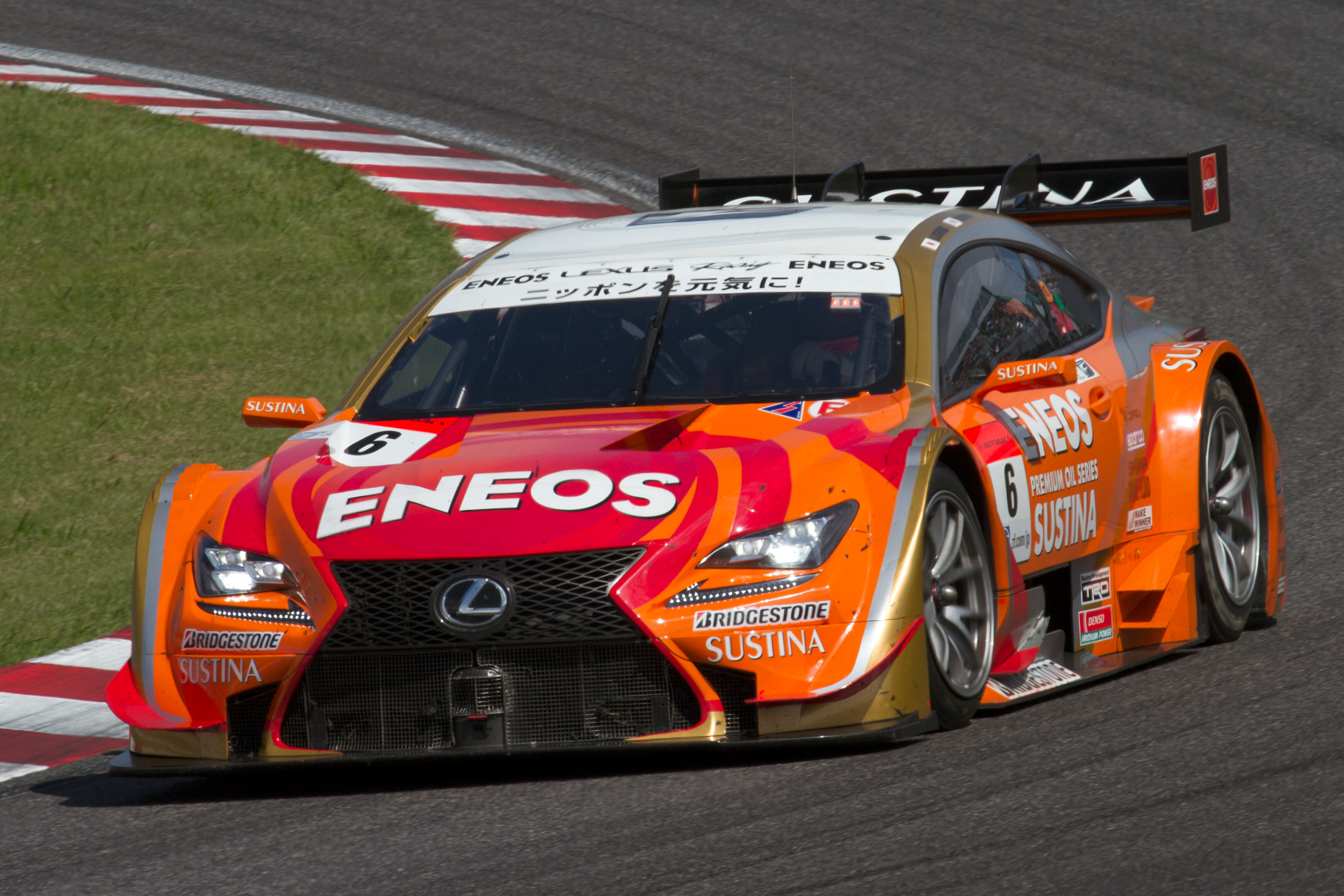
ENEOS SUSTINA RC F（2014年）
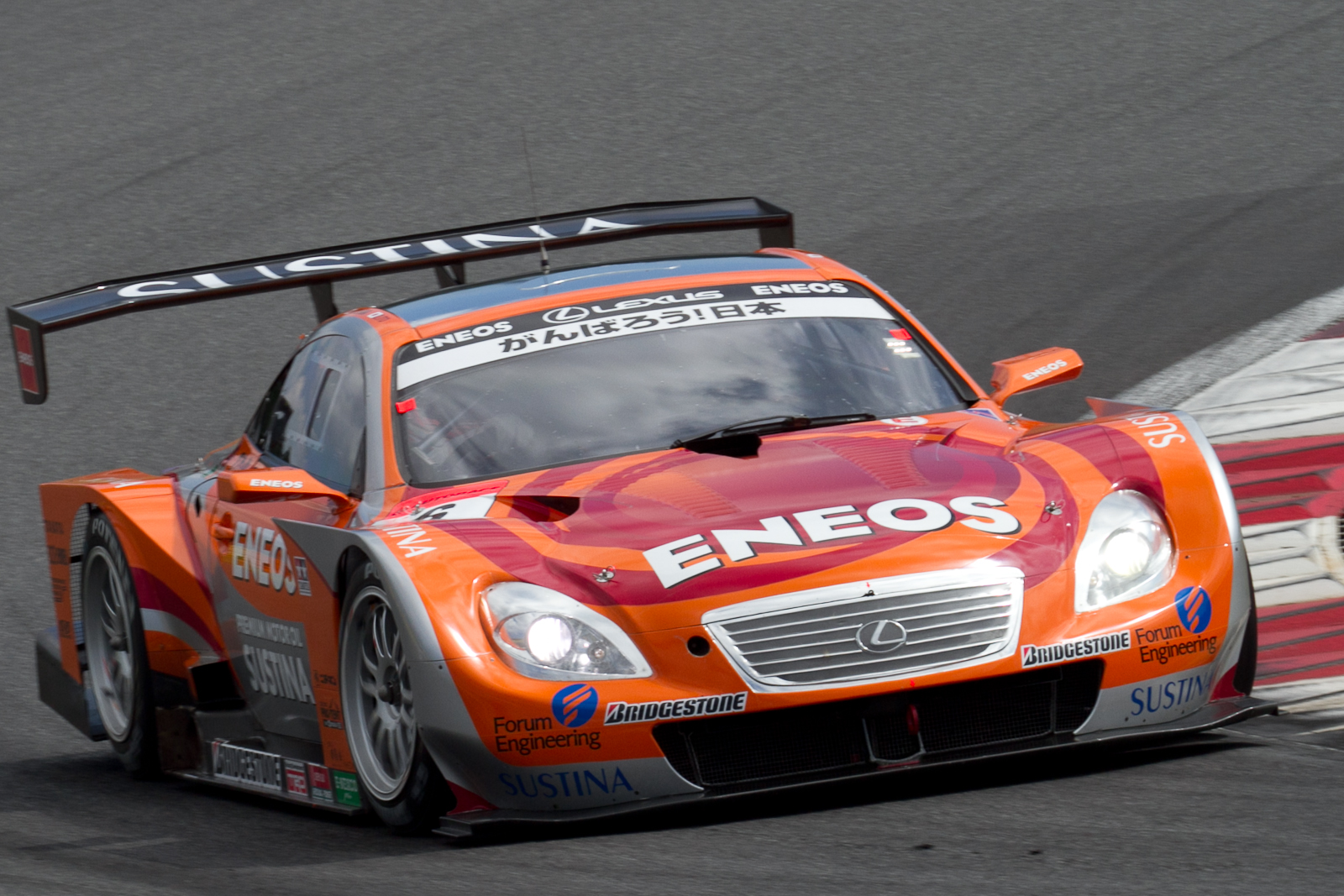
ENEOS SUSTINA SC430（2011年）
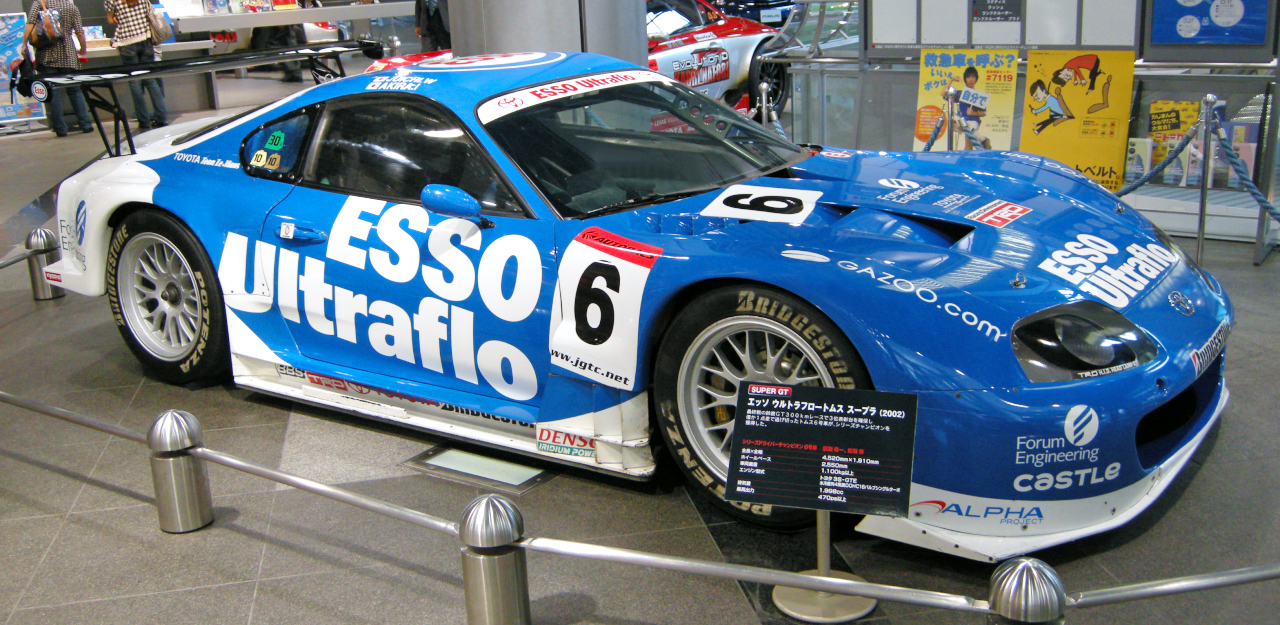
エッソウルトラフロースープラ（2002年）

#### 過去の参戦歴
| 名称           | 開催年 | ドライバー                                                                           | チームランキング |
| -------------- | ------ | ------------------------------------------------------------------------------------ | ---------------- |
| 全日本GT選手権 | 1999年 | 野田英樹 ワイン・ガードナー                                                          | 12位             |
| 全日本GT選手権 | 2000年 | 野田英樹 ワイン・ガードナー                                                          | 9位              |
| 全日本GT選手権 | 2001年 | 脇阪寿一 野田英樹                                                                    | 7位              |
| 全日本GT選手権 | 2002年 | 脇阪寿一 飯田章                                                                      | チャンピオン     |
| 全日本GT選手権 | 2003年 | 脇阪寿一 飯田章                                                                      | 2位              |
| 全日本GT選手権 | 2004年 | 脇阪寿一 飯田章                                                                      | 3位              |
| SUPER GT       | 2005年 | 脇阪寿一 飯田章                                                                      | 6位              |
| SUPER GT       | 2006年 | 飯田章 片岡龍也 ビヨン・ビルドハイム (Rd.6)                                          | 12位             |
| SUPER GT       | 2007年 | 片岡龍也 ビヨン・ビルドハイム                                                        | 9位              |
| SUPER GT       | 2008年 | 伊藤大輔 (Rd.1-4,9) 飯田章 (Rd.5-8) ビヨン・ビルドハイム ロベルト・ストレイト (Rd.6) | 8位              |
| SUPER GT       | 2009年 | 伊藤大輔 ビヨン・ビルドハイム                                                        | 11位             |
| SUPER GT       | 2010年 | 伊藤大輔 ビヨン・ビルドハイム                                                        | 4位              |
| SUPER GT       | 2011年 | 伊藤大輔 大嶋和也                                                                    | 10位             |
| SUPER GT       | 2012年 | 伊藤大輔 大嶋和也                                                                    | 10位             |
| SUPER GT       | 2013年 | 大嶋和也 国本雄資                                                                    | 5位              |
| SUPER GT       | 2014年 | 大嶋和也 国本雄資                                                                    | 6位              |
| SUPER GT       | 2015年 | 大嶋和也 国本雄資                                                                    | 9位              |
| SUPER GT       | 2016年 | 大嶋和也 アンドレア・カルダレッリ                                                    | 2位              |
| SUPER GT       | 2017年 | 大嶋和也 アンドレア・カルダレッリ                                                    | 3位              |
| SUPER GT       | 2018年 | 大嶋和也 フェリックス・ローゼンクヴィスト (Rd.1,2,4-8) ジェームス・ロシター (Rd.3)   | 7位              |
| SUPER GT       | 2019年 | 大嶋和也 山下健太                                                                    | チャンピオン     |
| SUPER GT       | 2021年 | 本山哲 片山義章                                                                      | 22位             |
| SUPER GT       | 2022年 | 本山哲 (Rd.1) 片山義章 ロベルト・メルヒ・ムンタン (Rd.2-8) 川端伸太朗 (Rd.2)         | 16位             |
| SUPER GT       | 2023年 | 片山義章 ロベルト・メルヒ・ムンタン(Rd.1-2,4-8) 神晴也(Rd.2-5,7)                     | 10位             |
| SUPER GT       | 2024年 | 片山義章 ロベルト・メルヒ・ムンタン                                                  | 10位             |
| SUPER GT       | 2025年 | 片山義章 ロベルト・メルヒ・ムンタン                                                  |                  |